# Ignacio Milam Tang
Ignacio Milam Tang (Evinayong, Ekvatorijalna Gvineja, 20. lipnja 1940.) je političar i bivši premijer Ekvatorijalne Gvineje u razdoblju od srpnja 2008. do svibnja 2012. Član je Demokratske stranke (PDGE) te je od svibnja 2012. prvi potpredsjednik Ekvatorijalne Gvineje.

## Politička karijera
Ignacio Milam Tang je od 1996. do 1998. bio ministar pravosuđa da bi nakon toga jednu godinu vodio Ministarstvo mladeži i sporta. 1999. godine je izabran za drugog potpredsjednika u Komori narodnih zastupnika (državni parlament). Na toj dužnosti je ostao do 26. veljače 2001. kada je imenovan zamjenikom premijera za javnu službu i administrativnu koordinaciju.
Nakon dvije godine službovanja kao zamjenik premijera, Tang je 11. veljače 2003. imenovan glavnim tajnikom predsjedništva.
10. siječnja 2006. Ignacio Milam Tang postaje veleposlanik Ekvatorijalne Gvineje u Španjolskoj te posao veleposlanika obavlja do srpnja 2008.

## Premijerska funkcija
Predsjednik Teodoro Obiang proglasio je Milama Tanga ekvatorijalnim premijerom 8. srpnja 2008. Prije njega premijersku funkciju je obavljao Ricardo Mangue Obama Nfubea. Zadržana je oko polovica članova prethodne Vlade unatoč predsjednikovim oštrim kritikama na nju. Tijekom svojeg premijerskog mandata, Tang je bio pobornik bliskih odnosa sa Španjolskom te nije vjerovao u snagu režima nacionalne Demokratske stranke.
Nakon što je Teodoro Obiang ponovo dobio predsjedničke izbore u studenom 2009., Tang i članovi njegove Vlade su podnijeli ostavku 12. siječnja 2010. što su i zakonski morali učiniti. Međutim, predsjednik je Tanga ponovo imenovao premijerom tijekom tog dana.
Ignacio Milam Tang je po drugi puta podnio ostavku na mjesto premijera 18. svibnja 2012. te ga je nakon tri dana zamijenio Vicente Ehate Tomi. Tang je ubrzo postao prvi potpredsjednik države dok je sin predsjednika Obianga, Teodorin Obiang istovremeno postao drugi potpredsjednik.

## Privatni život
Tang je član afričke etničke skupine Fang te je 2008. postao prvi član te skupine koji je imenovan premijerom Ekvatorijalne Gvineje od dolaska predsjednika Obianga na vlast u kolovozu 1979. godine.